# Malena Contestí i Rosselló
Magdalena Margarida «Malena» Contestí i Rosselló (Palma, 24 d'octubre de 1985) és una advocada i política mallorquina. Va ser diputada durant quatre mesos en la xiii legislatura de les Corts Generals al Congrés dels Diputats dins del grup parlamentari de Vox.

## Biografia
Malena Contestí va néixer a Palma el 24 d'octubre de 1985. Contestí va obtenir la llicenciatura de Dret a ESADE, juntament amb un màster de Dret Civil l'any 2011. Posteriorment va obtenir dos postgraus en urbanisme, reedificació i immobiliària a la Universitat Pompeu Fabra. Va desenvolupar la seva carrera en despatxos d'advocats i empreses immobiliàries. L'any 2018 va fundar el partit polític Actua Balears.
Fou la candidata de la coalició electoral entre Actua Balears i Vox en les eleccions generals del 28 d'abril de 2019 i va ser escollida diputada al Congrés. Durant la xiii legislatura va exercir de Vicepresidenta Segona de la Comissió Parlamentària de Treball, Migracions i Seguretat Social i de portaveu del Grup Parlamentari Vox en la Comissió de Política Territorial i Funció Pública.
A l'agost de 2019 va abandonar els seus càrrecs a Actua Balears amb acusacions cap a aquesta formació política. El 24 de febrer de 2020 representants de Vox van presentar la memòria dels seus comptes de 2018 i 2019, i van afirmar que mai s'havia produït irregularitat comptable per part del partit. Al setembre de 2019 es va acomiadar del Congrés emetent un comunicat en el qual acusava a la qual havia estat la seva formació: «Vox no és un partit polític, és un moviment extremista i antisistema», i la ideologia del qual promovia formes de «demagògia, homofòbia, masclisme i extremismes varis», denunciant que el partit s'havia convertit en un «clar exemple de proselitisme totalitari». Vox va decidir no comptar amb ella com a cap de llista en els comicis electorals del 10 de novembre de 2019 a causa de la seva deslleialtat amb les formacions de Vox i Actua Balears.
L'octubre de 2020 fitxà per Ciutadans.